# Rothenfels
Rothenfels är en stad i Landkreis Main-Spessart i Regierungsbezirk Unterfranken i förbundslandet Bayern i Tyskland.
Staden ingår i kommunalförbundet Marktheidenfeld tillsammans med köpingen Karbach och kommunerna Birkenfeld, Bischbrunn, Erlenbach bei Marktheidenfeld, Esselbach, Hafenlohr, Roden och Urspringen.